# Ömer Şişmanoğlu
Ömer Hasan Şişmanoğlu (* 1. August 1989 in Hamburg) ist ein Fußballspieler mit türkischer und deutscher Staatsangehörigkeit. Er steht aktuell bei Sakaryaspor unter Vertrag, dieser läuft aber in der Saison 2025/26 aus.

## Karriere
Als Jugendlicher spielte Şişmanoğlu bei verschiedenen Hamburger Vereinen, ehe er als 18-Jähriger zum zweiten Mal zum FC St. Pauli wechselte.
In der Saison 2007/08 wurde der 1,86 Meter große Stürmer vorrangig im Oberligateam der Kiezkicker eingesetzt. Am 14. Dezember 2007 feierte er sein Debüt im Profifußball. In der Zweitligabegegnung gegen Bundesliga-Absteiger 1. FSV Mainz 05 wurde Şişmanoğlu in der 90. Minute für Ahmet Kuru eingewechselt. Insgesamt machte er elf Spiele für die Hamburger in der 2. Liga.
Zur Saison 2009/10 wechselte er zu Kayserispor. Sein erstes Tor für den türkischen Erstligisten erzielte er beim 3:0-Sieg gegen Bursaspor am 6. Dezember 2009.
Nach drei Spielzeiten für den zentralanatolischen Verein verließ er die Stadt Kayseri und wechselte innerhalb der Liga zu Antalyaspor. In seiner ersten und gleichzeitig letzten Saison für Antalyaspor spielte Şişmanoğlu 24 Ligaspiele und erzielte acht Tore.
Am 5. Juli 2013 wurde sein Wechsel zu Beşiktaş Istanbul bekanntgegeben. Beşiktaş Istanbul zahlte für den Stürmer eine Ablösesumme von 1,65 Millionen Euro. Für die Spielzeit 2014/15 wurde Şişmanoğlu an den Ligakonkurrenten Eskişehirspor verliehen. Im Sommer 2015 kehrte er zwar zu Beşiktaş zurück, wurde aber gegen Ende der Sommertransferperiode an den Erstligisten Torku Konyaspor ausgeliehen. Von diesem Verein kehrte er bereits zur nächsten Winterpause zurück und wurde anschließend für die Rückrunde an seinen früheren Klub Antalyaspor ausgeliehen.
Im Sommer 2017 wechselte er innerhalb der Süper Lig zum Aufsteiger Göztepe Izmir. Ein Jahr später ging es weiter zu Yeni Malatyaspor. Danach folgten Stationen bei BB Erzurumspor und Tuzlaspor. Danach ging es für ihn zu Denizlispor, in 54 Spielen gelangen ihm 22 Tore. Nach einer Station bei Igdir und einer Leihe bei Bucaspor 1928 spielt er jetzt bei Sakaryaspor in der zweiten türkischen Liga.

## Erfolge
Türkische A2-Nationalmannschaft
- International Challenge Trophy: 2011–2013

Mit Beşiktaş Istanbul
- Türkischer Meister: 2015/16, 2016/17
- Viertelfinalist der UEFA Europa League: 2016/17